# 1-Bromopropane
Le 1-bromopropane est un  composé organique contenant un atome de brome, c'est un bromoalcane, isomère de C3H7Br et de formule semi-développée CH3–CH2–CH2Br. C'est un liquide à CNPT, utilisé comme solvant et dont la consommation industrielle a fortement augmenté au XXIe siècle.

## Synthèse
Les voies industrielles de formation du 1-bromopropane suivent une addition par radicaux libres sur l'alcène correspond, i.e. le propène. De cette façon, le produit formé par cette addition est anti-Markovnikov.
Au laboratoire, la synthèse implique la réaction du propanol avec un mélange d'acide bromhydrique et d'acide sulfurique :
CH3CH2CH2OH  +  HBr   →   CH3CH2CH2Br  +  H2O
Une autre route consiste en la réaction du propanol avec le tribromure de phosphore, PBr3.